# Juillaguet
Juillaguet korábbi község Franciaországban, Charente megyében. Lakosainak száma 154 fő (2018. január 1.). Juillaguet Charmant, Fouquebrune, Magnac-Lavalette-Villars, Ronsenac és Boisné-La Tude községekkel határos.
2016. január 1-jén Charmant és Chavenat korábbi községgel egyesült és az így létrejött Boisné-La Tude új község része lett.

## Népesség
A település népessége az elmúlt években az alábbi módon változott:
| Lakosok száma | 147  | 146  | 118  | 107  | 98   | 133  | 142  | 150  | 157  | 154  |
|               | 1962 | 1968 | 1982 | 1990 | 1999 | 2008 | 2011 | 2013 | 2017 | 2018 |